# 2018-as Formula–1 olasz nagydíj
Az olasz nagydíj volt a 2018-as Formula–1 világbajnokság tizennegyedik futama, amelyet 2018. augusztus 31. és szeptember 2. között rendeztek meg az Autodromo Nazionale di Monza versenypályán, Monzában.

## Választható keverékek
| Abroncs            | Friss | Használt |
| ------------------ | ----- | -------- |
| Közepes keverék    |       |          |
| Lágy keverék       |       |          |
| Szuperlágy keverék |       |          |
| Átmeneti esőgumi   |       |          |
| Teljes esőgumi     |       |          |

## Szabadedzések

### Első szabadedzés
Az olasz nagydíj első szabadedzését augusztus 31-én, pénteken délelőtt tartották, esős körülmények között.
| helyezés | versenyző         | csapat/motor         | elért idő | különbség | futott kör |
| -------- | ----------------- | -------------------- | --------- | --------- | ---------- |
| 1        | Sergio Pérez      | Force India-Mercedes | 1:34,000  | −         | 18         |
| 2        | Kimi Räikkönen    | Ferrari              | 1:34,550  | +0,550    | 28         |
| 3        | Esteban Ocon      | Force India-Mercedes | 1:34,593  | +0,593    | 17         |
| 4        | Brendon Hartley   | Toro Rosso-Honda     | 1:35,024  | +1,024    | 17         |
| 5        | Daniel Ricciardo  | Red Bull-TAG Heuer   | 1:35,207  | +1,207    | 13         |
| 6        | Pierre Gasly      | Toro Rosso-Honda     | 1:35,438  | +1,438    | 19         |
| 7        | Max Verstappen    | Red Bull-TAG Heuer   | 1:35,665  | +1,665    | 10         |
| 8        | Carlos Sainz Jr.  | Renault              | 1:35,995  | +1,995    | 15         |
| 9        | Nico Hülkenberg   | Renault              | 1:36,107  | +2,107    | 15         |
| 10       | Valtteri Bottas   | Mercedes             | 1:36,238  | +2,238    | 8          |
| 11       | Lewis Hamilton    | Mercedes             | 1:36,546  | +2,546    | 6          |
| 12       | Charles Leclerc   | Sauber-Ferrari       | 1:36,648  | +2,648    | 10         |
| 13       | Kevin Magnussen   | Haas-Ferrari         | 1:37,066  | +3,066    | 13         |
| 14       | Fernando Alonso   | McLaren-Renault      | 1:37,426  | +3,426    | 14         |
| 15       | Romain Grosjean   | Haas-Ferrari         | 1:37,683  | +3,683    | 13         |
| 16       | Marcus Ericsson   | Sauber-Ferrari       | 1:37,790  | +3,790    | 11         |
| 17       | Sebastian Vettel  | Ferrari              | 1:37,867  | +3,867    | 4          |
| 18       | Szergej Szirotkin | Williams-Mercedes    | 1:37,929  | +3,929    | 10         |
| 19       | Lance Stroll      | Williams-Mercedes    | 1:38,253  | +4,253    | 8          |
| 20       | Lando Norris      | McLaren-Renault      | 1:38,282  | +4,282    | 9          |

### Második szabadedzés
Az olasz nagydíj második szabadedzését augusztus 31-én, pénteken délután tartották.
| helyezés | versenyző         | csapat/motor         | elért idő  | különbség | futott kör |
| -------- | ----------------- | -------------------- | ---------- | --------- | ---------- |
| 1        | Sebastian Vettel  | Ferrari              | 1:21,105   | −         | 27         |
| 2        | Kimi Räikkönen    | Ferrari              | 1:21,375   | +0,270    | 31         |
| 3        | Lewis Hamilton    | Mercedes             | 1:21,392   | +0,287    | 31         |
| 4        | Valtteri Bottas   | Mercedes             | 1:21,803   | +0,698    | 35         |
| 5        | Max Verstappen    | Red Bull-TAG Heuer   | 1:22,154   | +1,049    | 28         |
| 6        | Daniel Ricciardo  | Red Bull-TAG Heuer   | 1:22,296   | +1,191    | 28         |
| 7        | Esteban Ocon      | Force India-Mercedes | 1:22,930   | +1,825    | 30         |
| 8        | Sergio Pérez      | Force India-Mercedes | 1:22,942   | +1,837    | 32         |
| 9        | Charles Leclerc   | Sauber-Ferrari       | 1:22,965   | +1,860    | 20         |
| 10       | Nico Hülkenberg   | Renault              | 1:23,063   | +1,958    | 30         |
| 11       | Romain Grosjean   | Haas-Ferrari         | 1:23,077   | +1,972    | 31         |
| 12       | Carlos Sainz Jr.  | Renault              | 1:23,193   | +2,088    | 32         |
| 13       | Kevin Magnussen   | Haas-Ferrari         | 1:23,233   | +2,128    | 28         |
| 14       | Pierre Gasly      | Toro Rosso-Honda     | 1:23,402   | +2,297    | 34         |
| 15       | Szergej Szirotkin | Williams-Mercedes    | 1:23,514   | +2,409    | 28         |
| 16       | Brendon Hartley   | Toro Rosso-Honda     | 1:23,531   | +2,426    | 16         |
| 17       | Lance Stroll      | Williams-Mercedes    | 1:23,566   | +2,461    | 29         |
| 18       | Fernando Alonso   | McLaren-Renault      | 1:23,741   | +2,636    | 23         |
| 19       | Stoffel Vandoorne | McLaren-Renault      | 1:24,084   | +2,979    | 30         |
| 20       | Marcus Ericsson   | Sauber-Ferrari       | idő nélkül | −         | 2          |

### Harmadik szabadedzés
Az olasz nagydíj harmadik szabadedzését szeptember 1-jén, szombaton délelőtt tartották.
| helyezés | versenyző         | csapat/motor         | elért idő | különbség | futott kör |
| -------- | ----------------- | -------------------- | --------- | --------- | ---------- |
| 1        | Sebastian Vettel  | Ferrari              | 1:20,509  | −         | 18         |
| 2        | Lewis Hamilton    | Mercedes             | 1:20,590  | +0,081    | 14         |
| 3        | Kimi Räikkönen    | Ferrari              | 1:20,682  | +0,173    | 16         |
| 4        | Valtteri Bottas   | Mercedes             | 1:21,112  | +0,603    | 18         |
| 5        | Max Verstappen    | Red Bull-TAG Heuer   | 1:21,388  | +0,879    | 15         |
| 6        | Kevin Magnussen   | Haas-Ferrari         | 1:22,011  | +1,502    | 15         |
| 7        | Esteban Ocon      | Force India-Mercedes | 1:22,055  | +1,546    | 16         |
| 8        | Daniel Ricciardo  | Red Bull-TAG Heuer   | 1:22,310  | +1,801    | 15         |
| 9        | Charles Leclerc   | Sauber-Ferrari       | 1:22,313  | +1,804    | 17         |
| 10       | Romain Grosjean   | Haas-Ferrari         | 1:22,357  | +1,848    | 16         |
| 11       | Sergio Pérez      | Force India-Mercedes | 1:22,486  | +1,977    | 13         |
| 12       | Pierre Gasly      | Toro Rosso-Honda     | 1:22,631  | +2,122    | 20         |
| 13       | Carlos Sainz Jr.  | Renault              | 1:22,737  | +2,228    | 15         |
| 14       | Szergej Szirotkin | Williams-Mercedes    | 1:22,778  | +2,269    | 20         |
| 15       | Lance Stroll      | Williams-Mercedes    | 1:22,860  | +2,351    | 19         |
| 16       | Marcus Ericsson   | Sauber-Ferrari       | 1:22,882  | +2,373    | 25         |
| 17       | Fernando Alonso   | McLaren-Renault      | 1:22,892  | +2,383    | 23         |
| 18       | Stoffel Vandoorne | McLaren-Renault      | 1:22,987  | +2,478    | 16         |
| 19       | Nico Hülkenberg   | Renault              | 1:23,149  | +2,640    | 10         |
| 20       | Brendon Hartley   | Toro Rosso-Honda     | 1:23,164  | +2,655    | 19         |

## Időmérő edzés
Az olasz nagydíj időmérő edzését szeptember 1-jén, szombaton futották.
| helyezés              | rajtszám | versenyző         | csapat/motor         | 1. rész  | 2. rész    | 3. rész  | rajthely | futott kör |
| --------------------- | -------- | ----------------- | -------------------- | -------- | ---------- | -------- | -------- | ---------- |
| 1                     | 7        | Kimi Räikkönen    | Ferrari              | 1:20,722 | 1:19,846   | 1:19,119 | 1        | 21         |
| 2                     | 5        | Sebastian Vettel  | Ferrari              | 1:20,542 | 1:19,629   | 1:19,280 | 2        | 20         |
| 3                     | 44       | Lewis Hamilton    | Mercedes             | 1:20,810 | 1:19,798   | 1:19,294 | 3        | 20         |
| 4                     | 77       | Valtteri Bottas   | Mercedes             | 1:21,381 | 1:20,427   | 1:19,656 | 4        | 18         |
| 5                     | 33       | Max Verstappen    | Red Bull-TAG Heuer   | 1:21,381 | 1:20,333   | 1:20,615 | 5        | 15         |
| 6                     | 8        | Romain Grosjean   | Haas-Ferrari         | 1:21,887 | 1:21,239   | 1:20,936 | 6        | 21         |
| 7                     | 55       | Carlos Sainz Jr.  | Renault              | 1:21,732 | 1:21,552   | 1:21,041 | 7        | 17         |
| 8                     | 31       | Esteban Ocon      | Force India-Mercedes | 1:21,570 | 1:21,315   | 1:21,099 | 8        | 17         |
| 9                     | 10       | Pierre Gasly      | Toro Rosso-Honda     | 1:21,834 | 1:21,667   | 1:21,350 | 9        | 24         |
| 10                    | 18       | Lance Stroll      | Williams-Mercedes    | 1:21,838 | 1:21,494   | 1:21,627 | 10       | 14         |
| 11                    | 20       | Kevin Magnussen   | Haas-Ferrari         | 1:21,783 | 1:21,669   |          | 11       | 12         |
| 12                    | 35       | Szergej Szirotkin | Williams-Mercedes    | 1:21,813 | 1:21,732   |          | 12       | 13         |
| 13                    | 14       | Fernando Alonso   | McLaren-Renault      | 1:21,850 | 1:22,568   |          | 13       | 14         |
| 14                    | 27       | Nico Hülkenberg   | Renault              | 1:21,801 | idő nélkül |          | 20[1]    | 12         |
| 15                    | 3        | Daniel Ricciardo  | Red Bull-TAG Heuer   | 1:21,280 | idő nélkül |          | 19[2]    | 3          |
| 16                    | 11       | Sergio Pérez      | Force India-Mercedes | 1:21,888 |            |          | 14       | 5          |
| 17                    | 16       | Charles Leclerc   | Sauber-Ferrari       | 1:21,889 |            |          | 15       | 10         |
| 18                    | 28       | Brendon Hartley   | Toro Rosso-Honda     | 1:21,934 |            |          | 16       | 12         |
| 19                    | 9        | Marcus Ericsson   | Sauber-Ferrari       | 1:22,048 |            |          | 18[3]    | 10         |
| 20                    | 2        | Stoffel Vandoorne | McLaren-Renault      | 1:22,085 |            |          | 17       | 9          |
| 107%-os idő: 1:26,179 |          |                   |                      |          |            |          |          |            |

Megjegyzés:
- ↑ 1:  — Nico Hülkenberg 10 rajthelyes büntetést kapott erre a futamra az előző futamon okozott rajtbalesetéért, ezen felül több új erőforráselemet is beszereltek az autójába, így a rajtrács legvégére sorolták hátra, összesen 40 rajthelyes büntetést kapott.[3]
- ↑ 2:  — Daniel Ricciardo autójába új specifikációjú Renault erőforrást szereltek be, ezzel pedig túllépte a maximális megengedett éves keretet, így az utolsó rajtsorba sorolták hátra, összesen 30 rajthelyes büntetést kapott.[4]
- ↑ 3:  — Marcus Ericsson autójába új belsőégésű motort szereltek be, ezért 10 rajthelyes büntetést kapott.[5]

## Futam
Az olasz nagydíj futama szeptember 2-án, vasárnap rajtolt.
| helyezés | rajtszám | versenyző         | csapat/motor         | futott kör | idő/kiesés oka | rajthely | abroncs | pont |
| -------- | -------- | ----------------- | -------------------- | ---------- | -------------- | -------- | ------- | ---- |
| 1        | 44       | Lewis Hamilton    | Mercedes             | 53         | 1:16:54,484    | 3        |         | 25   |
| 2        | 7        | Kimi Räikkönen    | Ferrari              | 53         | +8,705         | 1        |         | 18   |
| 3        | 77       | Valtteri Bottas   | Mercedes             | 53         | +14,066        | 4        |         | 15   |
| 4        | 5        | Sebastian Vettel  | Ferrari              | 53         | +16,151        | 2        |         | 12   |
| 5        | 33       | Max Verstappen    | Red Bull-TAG Heuer   | 53         | +18,208[1]     | 5        |         | 10   |
| 6        | 31       | Esteban Ocon      | Force India-Mercedes | 53         | +57,761        | 8        |         | 8    |
| 7        | 11       | Sergio Pérez      | Force India-Mercedes | 53         | +58,678        | 14       |         | 6    |
| 8        | 55       | Carlos Sainz Jr.  | Renault              | 53         | +1:18,140      | 7        |         | 4    |
| 9        | 18       | Lance Stroll      | Williams-Mercedes    | 52         | +1 kör         | 10       |         | 2    |
| 10       | 35       | Szergej Szirotkin | Williams-Mercedes    | 52         | +1 kör         | 12       |         | 1    |
| 11       | 16       | Charles Leclerc   | Sauber-Ferrari       | 52         | +1 kör         | 15       |         |      |
| 12       | 2        | Stoffel Vandoorne | McLaren-Renault      | 52         | +1 kör         | 17       |         |      |
| 13       | 27       | Nico Hülkenberg   | Renault              | 52         | +1 kör         | 20       |         |      |
| 14       | 10       | Pierre Gasly      | Toro Rosso-Honda     | 52         | +1 kör         | 9        |         |      |
| 15       | 9        | Marcus Ericsson   | Sauber-Ferrari       | 52         | +1 kör         | 18       |         |      |
| 16       | 20       | Kevin Magnussen   | Haas-Ferrari         | 52         | +1 kör         | 11       |         |      |
| ki       | 3        | Daniel Ricciardo  | Red Bull-TAG Heuer   | 23         | erőforrás      | 19       |         |      |
| ki       | 14       | Fernando Alonso   | McLaren-Renault      | 9          | erőforrás      | 13       |         |      |
| ki       | 28       | Brendon Hartley   | Toro Rosso-Honda     | 0          | defekt         | 16       |         |      |
| kiz[2]   | 8        | Romain Grosjean   | Haas-Ferrari         | 53         | kizárva        | 6        |         |      |

Megjegyzés:
- ↑ 1:  — Max Verstappen eredetileg a harmadik helyen ért célba, ám utólag 5 másodperces időbüntetést kapott a Valtteri Bottasszal való ütközésért, ezzel visszacsúszott az 5. helyre.[7]
- ↑ 2:  — Romain Grosjean eredetileg a 6. helyen ért célba, de a verseny utáni ellenőrzésen szabálytalannak találták a padlólemezét, így kizárásra került.[8]

## A világbajnokság állása a verseny után
| H   | Versenyzők       | Pont | H   | Konstruktőrök        | Pont |
| --- | ---------------- | ---- | --- | -------------------- | ---- |
| 1.  | Lewis Hamilton   | 256  | 1.  | Mercedes             | 415  |
| 2.  | Sebastian Vettel | 226  | 2.  | Ferrari              | 390  |
| 3.  | Kimi Räikkönen   | 164  | 3.  | Red Bull-TAG Heuer   | 248  |
| 4.  | Valtteri Bottas  | 159  | 4.  | Renault              | 86   |
| 5.  | Max Verstappen   | 130  | 5.  | Haas-Ferrari         | 76   |
| 6.  | Daniel Ricciardo | 118  | 6.  | McLaren-Renault      | 52   |
| 7.  | Nico Hülkenberg  | 52   | 7.  | Force India-Mercedes | 32   |
| 8.  | Kevin Magnussen  | 49   | 8.  | Toro Rosso-Honda     | 30   |
| 9.  | Sergio Pérez     | 46   | 9.  | Sauber-Ferrari       | 19   |
| 10. | Esteban Ocon     | 45   | 10. | Williams-Mercedes    | 7    |

(A teljes táblázat)

## Statisztikák
- Vezető helyen:
  - Kimi Räikkönen: 28 kör (1-19 és 36-44)
  - Lewis Hamilton: 18 kör (20-28 és 45-53)
  - Valtteri Bottas: 7 kör (29-35)
- Kimi Räikkönen 18. pole-pozíciója.
- Lewis Hamilton 68. futamgyőzelme és 40. versenyben futott leggyorsabb köre.
- A Mercedes 82. futamgyőzelme.
- Lewis Hamilton 128., Kimi Räikkönen 100., Valtteri Bottas 28. dobogós helyezése.
- Romain Grosjean kizárásával Szergej Szirotkin a 10. helyre lépett előre, ezzel megszerezte Formula–1-es pályafutása első világbajnoki pontját.[8]